# NetApp
NetApp — американська компанія, що входить до п'ятірки світових лідерів на ринку дискових систем зберігання даних і рішень для зберігання і управління інформацією. Штаб-квартира — у місті Саннівейлі, Каліфорнія.

## Історія
NetApp була заснована в 1992 році групою інженерів, що працювали над системами зберігання компанії «Auspex», Девідом Гітцем (англ. David Hitz), Джеймсом Лау (англ. James Lau) і Майклом Малкольмом (англ. Michael Malcolm).
В основу NAS-систем, створюваних новою компанією, лягла розроблена і запатентована Гітцем і Лау нова структура зберігання даних на дисках — файлова система WAFL та операційної системи ONTAP.
У 1994 році NetApp отримала фінансування венчурного фонду Sequoia Capital, а в 1995 здійснила публічне розміщення акцій. В 2001 році виручка компанії досягла $ 1 млрд, в 2008 оборот перевищив $ 4 млрд.
У серпні 2009, багаторічного CEO компанії, Дена Варменговена (англ. Dan Warmanhoven) змінив на посту CEO Том Джордженс (англ. Tom Georgens).